# Enrique Escuder Bernat
Enrique Escuder Bernat   (Castelló de la Plana, 8 de desembre de 1942) és un ex-pilot de motociclisme valencià que destacà en competicions estatals des del final de la dècada de 1960 fins a 1977.
De professió industrial, Escuder començà a competir en pujades de muntanya, debutant a la Pujada al Desert de les Palmes. La seva primera victòria important fou a les 6 Hores de Resistència de Castelló de la Plana, en categoria de 50 cc. A començament de 1977 es retirà de la competició, en part degut a l'accident que patí el seu germà Vicent Escuder, també pilot de velocitat.